# 胡继宗
胡继宗（1920年—1974年），男，汉族，直隶（今河北）肃宁人。中华人民共和国政治人物，曾任中共第九届、第十届中央委员。

## 生平
1938年5月，加入中国共产党，1938年参加革命工作，初中。1938年8月至1940年8月，任河北肃宁县青救会主任。1940年8月至1942年8月，任冀中四分区武委会副主任。1942年8月至1944年12月，任冀中区党委政治交通队交通员，丰（润）滦（县）迁（安）联合县武装部部长。1945年1月至6月，任中共丰（润）滦（县）迁（安）县委代书记。1945年7月至1946年1月任中共丰（润）玉（田）遵（化）联合县委书记。
1946年2月至1947年3月，任中共丰润县委书记。1947年4月至1949年2月，任中共冀东十五地委组织部部长，地委书记、副书记。1949年3月至10月，任南下工作团队长。
中华人民共和国成立后，1949年10月至1952年5月，任中共湖南省零陵地委副书记、书记。1952年6月至1954年10月，任中共湘潭地委书记。1954年8月至1956年3月，任中共湖南省委秘书长。1955年6月，起任中共湖南省委常委，1956年2月至7月，任中共湖南省委副书记，1956年7月至1962年12月，任中共湖南省委书记处书记。1957年12月至1958年2月，任湖南省副省长（其间：曾兼任湖南省计委主任、科委主任）。1960年10月至1963年3月，任中共中央中南局委员。
1962年12月至1967年2月任中共甘肃省委书记处书记、代第一书记。1963年4月至1967年2月任甘肃省人民委员会副省长。文化大革命中受冲击。1968年、1970年3月至1974年7月，任甘肃省革委会副主任，其间：1970年5月至1971年2月任省革委会党的核心小组副组长；1971年2月至1974年7月，任中共甘肃省委书记。1974年在兰州逝世，享年54岁。